# Денізлі
Денізлі́ (тур. Denizli) — промислове місто в південно-західній частині Туреччини в Егейському регіоні країни. Розташоване в східному кінці долини річки Великий Мендерес.

## Історія
В античні часи це було грецьке містечко Аттуда (грец. Αττούδα), поруч із яким були розташовані міста Єраполіс і Лаодікея.
Історія Денізлі пов'язана також з античним містом Лаодікея, заснованим у 261—245 рр. до н. е. царем Селевкідів Антіохом II. Назву місто отримало на честь дружини царя Лаодіки. У 7 столітті н. е. місто було зруйновано потужним землетрусом і перенесено на територію, де нині розташоване місто Денізлі. Із початку 11 ст. ця місцевість неодноразово була завойована турками і знову поверталася до володінь Візантії.
У 1077 місто було захоплене турками, які почали називати його «Ладиком» (про це свідчать записи сельджуків та судові документи).
Ібн Батута відвідавши місто, назвав його «Тунгузлу» і зазначив, що «в ньому сім мечетей для дотримання молитов щоп'ятниці, воно має чудові сади, нескінченні потоки та дзюркотливі джерела. Більшість ремісників — грецькі жінки, бо в ньому багато греків, які належать мусульманам і сплачують податки султану, включаючи джизію та інші податки».
Шерафеттін Земді подає назви «Тенгузлуг» і «Тонгузлуг». Слово «тенгіз» староанатолійско-тюркською мовою означає «море». Із часом назва міста набула форми Денізлі.
У 1207 Денізлі увійшло до володінь сельджуків, а незабаром Карасунґуром тут було збудовано першу фортецю. На початку 13 століття в Денізлі було побудовано багато мечетей, фонтанів, крамниць тощо.
У 1391 Йилдирим Баєзіт приєднав Денізлі до османських територій. У 1429 місто остаточно увійшло до османських володінь.
У 17 столітті турецький мандрівник Евлія Челебі відвідав Денізлі і залишив такий опис міста: «Турки називають місто Денізлі (що турецькою означає мати вдосталь джерел води, як море), оскільки навколо є кілька річок і озер. Розташоване воно за чотири дні шляху від моря. Його фортеця має квадратну форму і побудована на рівній поверхні. Воно не має ровів. Його площа — 470 кроків. Воно має чотири брами. Це: малярські ворота на півночі, брама майстрів сідел на сході, ворота нової мечеті на півдні та ворота виноградника на заході. У фортеці є п'ятдесят озброєних вартових, які наглядають за крамницею. Головне місто знаходиться за межами фортеці з 44 районами 3600 будинками. У місті 57 малих і великих мечетей і районних маджідів, 7 медресе, 7 дитячих шкіл, 6 лазень та 17 осередків дервішів. Оскільки всі живуть на виноградниках, вищі класи і звичайні люди не уникають один одного».[джерело?]

## Місто сьогодні
У Денізлі мешкає близько 577 000 осіб (перепис населення 2013 року). Місто Денізлі є столицею провінції Денізлі.
В останні кілька десятиліть у Денізлі спостерігається зростання економічного розвитку, в основному завдяки текстильному виробництву та експорту. Тому найпоширенішими символами провінції Денізлі є текстильна промисловість.

## Клімат
Північна частина провінції належить до  Егейського регіону, а південна — до Середземноморського. Середньорічна температура в провінції — 15,8° C. Зими тут м'які та дощові.
У місті Денізлі влітку спекотна погода, а взимку іноді може бути дуже холодно зі снігом у горах та в деякі роки — в окремих районах міста. Навесні та восени тепло і волого.

## Туризм
Денізлі приваблює туристів гарячими джерелами Памуккале та курортними готелями з термальною водою червоного кольору Карахайит, що розташовані за 5 кілометрів на північ від Памуккале. Неподалік також розташовані термальні води Сарайкьой, Аккьой (Гьолемезлі) і Булдані (Єніджекент).

## Визначні місця
Поруч із Денізлі знаходяться античні міста:
- Лаодікея
- Єраполіс
- Трапезополіс
- Хоназ
- Колоси

У центрі міста на площі Чінар встановлено монумент Ататюрка.
У Денізлі є Музей Ататюрка та етнографії, Археологічний музей Памуккале і Музей фольклорної ляльки.

## Відомі особистості
- Айсель Гурель (1929—2008) — турецька поетка-піснярка й акторка
- Бойрам Шит — олімпійський чемпіон з боротьби
- Велі Аджар — футболіст
- Дженгіз Бекташ — архітектор і письменник
- Кемаль Тюрклер — політичний діяч
- Керем Йилмазер — турецький актор
- Левент Картоп — футболіст
- Осман Синав — продюсер і режисер
- Реджеп Ніяз — футболіст
- Сарп Санін — рок-співак
- Сезен Аксу — поп-співачка
- Сила Генчоглу — поп-співачка
- Туба Юнсал — турецька акторка і модель
- Ухур Акташ — футболіст
- Хасан Алі Топташ — письменник
- Хасан Ґюнґьор — олімпійський чемпіон з боротьби
- Явуз Озкан — футболіст.

## Спорт
У місті є футбольний клуб «Денізліспор».